# La Petite Fille aux allumettes
 (novembre 2023).
- Si vous ne connaissez pas le sujet, laissez ce bandeau (vous pouvez alors contacter les auteurs).
- Si vous supprimez le contenu mis en cause (vous pouvez préalablement contacter les auteurs),

argumentez précisément cette suppression dans la page de discussion
(un manque de référence n'est pas un argument ; une recherche réelle de référence doit avoir été effectuée, être formellement documentée).
La Petite Fille aux allumettes (en danois : Den Lille Pige med Svovlstikkerne) est un conte écrit par Hans Christian Andersen, publié pour la première fois le 18 novembre 1845 dans le cinquième volume de ses Contes (Nye Eventyr - Nouveaux Contes de fées).
Le récit se déroule la veille du Nouvel An. Il fait très froid et le soir tombe. Une petite fille miséreuse marche dans les rues enneigées d'une ville évoquant Copenhague. Elle propose des allumettes aux passants indifférents. N'ayant rien vendu de la journée, elle  n'ose pas rentrer au logis car son père la battrait. Pour se réchauffer, elle se réfugie entre deux maisons et frotte plusieurs allumettes. Des  hallucinations successives lui font apparaître tout ce dont elle est privée : la chaleur d'un bon feu ; un délicieux repas de fête ; un superbe sapin de Noël. Puis une vision lui montre le seul être qui l'ait jamais aimée : sa grand-mère morte récemment. Elle  brûle alors toutes les allumettes pour faire durer le plus longtemps possible cette apparition ineffable. Dans un grand éclat de lumière, la vieille femme emporte sa petite-fille jusqu'au paradis. Le lendemain, on découvre l'enfant sans vie, sourire aux lèvres.
Simple d'apparence, ce conte poignant à la rigoureuse progression dramatique oppose, par métaphores successives, ténèbres glaciales et chaleur lumineuse qui suscitent un monde immatériel. Et par l'anonymat de sa protagoniste, Andersen livre à la postérité un prototype universel d'enfant maltraité.

## Genèse
Le 18 novembre 1845, Andersen, alors hôte du duc d'Augustenborg, reçoit la lettre d'un éditeur qui lui demande d'écrire un conte. Pour l'aider à choisir un thème, l'expéditeur lui envoie trois illustrations. Andersen opte pour une gravure sur bois représentant une petite fille tenant un paquet d'allumettes. Par contraste avec la vie opulente qu'il mène désormais, cette image lui rappelle l'existence misérable de sa grand-mère : enfant, elle mendiait et avait même dû passer toute une journée sans manger, cachée sous un pont.
Ce sujet de l'enfance malheureuse, Andersen l'a déjà traité dans Le Sanglier de bronze. Il le reprend ici de façon bien plus grave. Une biographie de l'écrivain précise qu'à Odense, une petite fille s'abritait dans le renfoncement situé entre la demeure des parents d'Andersen et une maison voisine,.

## Résumé

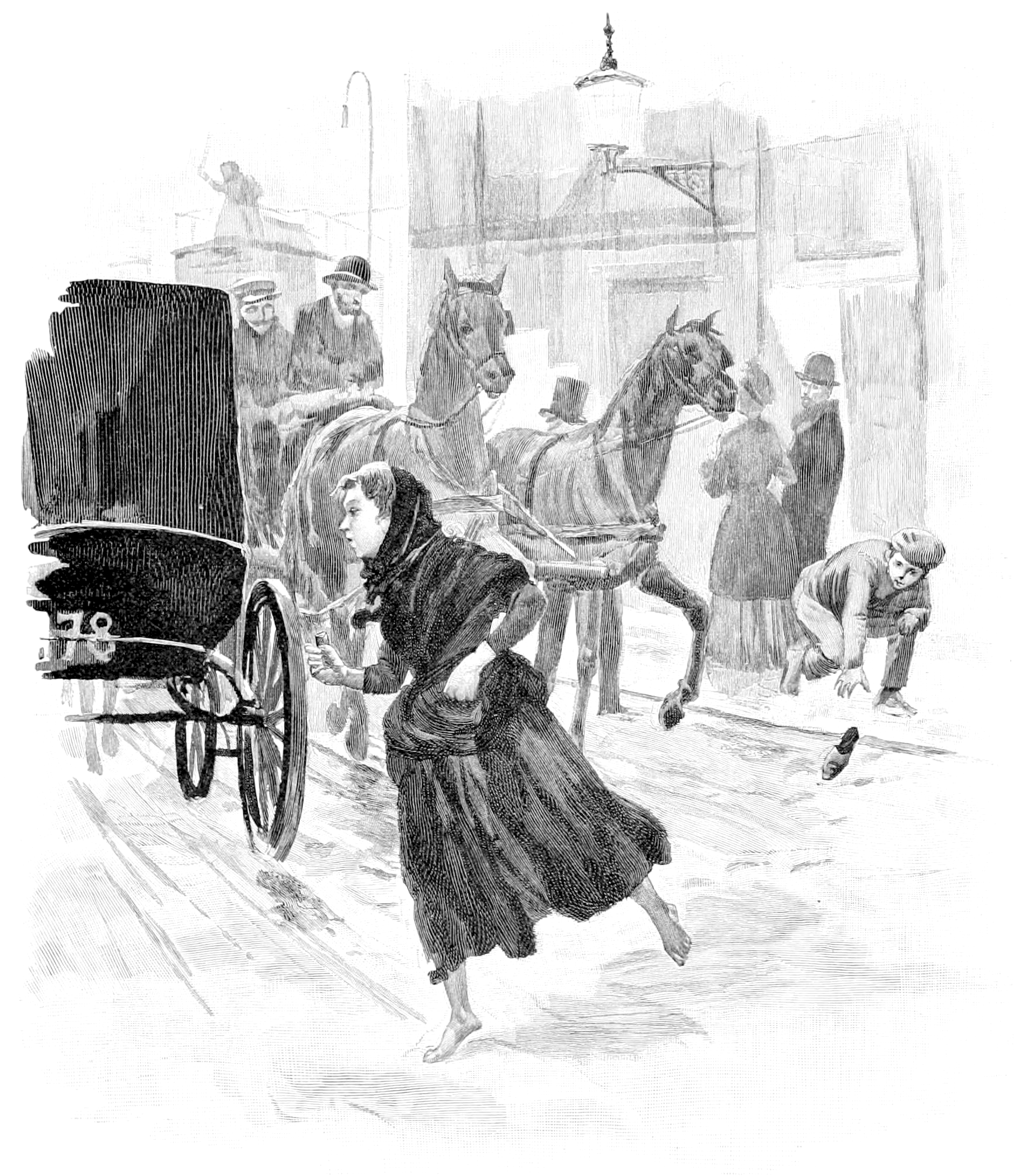
Illustration de Hans Tegner (1900).

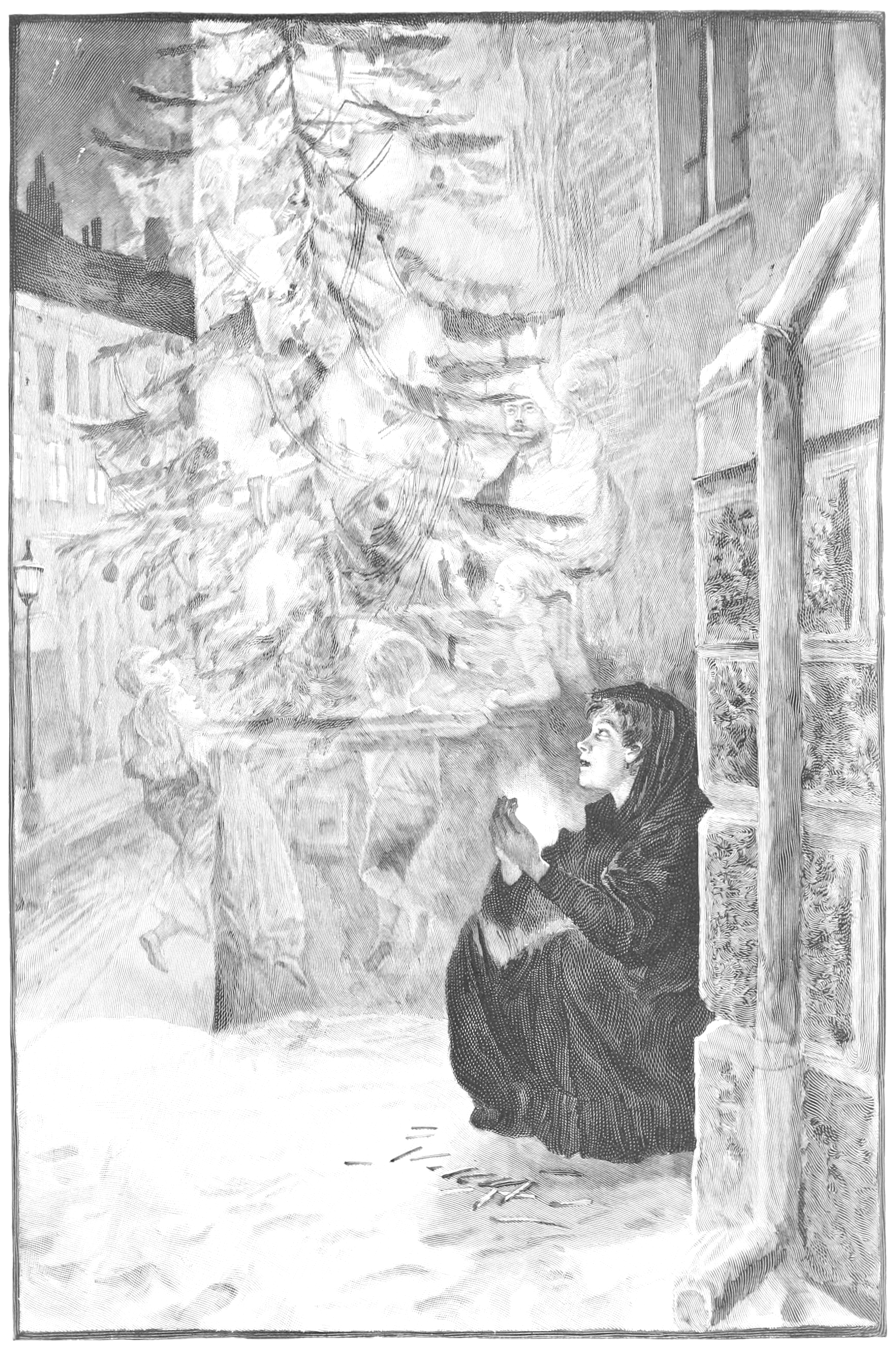
Illustration de Hans Tegner (1900).

C'est la veille du Nouvel An. Le soir tombe, glacial, sur une ville inspirée par Copenhague. Sous l'œil indifférent des passants, une petite fille aux cheveux blonds et bouclés marche tête et pieds nus dans les rues enneigées. Elle vend des allumettes. Elle n'ose pas rejoindre le taudis de ses parents : personne ne lui ayant rien acheté de la journée, elle ne rapporte pas d'argent et son père la battrait. Elle a perdu les pantoufles usagées de sa mère, bien trop grandes pour elle. Épuisée et grelottante, elle se blottit dans l'encoignure de deux maisons.
Pour réchauffer ses mains gelées, elle s'empresse de frotter une allumette sur la muraille — une seule !… La voilà assise devant un grand poêle en fer au couvercle de cuivre reluisant. Un bon feu y flambe. Elle en approche ses pieds. Mais aussitôt l'allumette consumée, la vision s'efface.
L'enfant craque une deuxième allumette. À travers la muraille devenue transparente comme une gaze, la table est dressée dans une chambre. Sur la nappe blanche éblouissante de fines porcelaines, une oie farcie de pruneaux et de pommes fume en dégageant un parfum exquis. Quelle merveille ! Fourchette et couteau plantés dans le dos, l'animal saute du plat, roule sur le plancher, s'avance vers la petite puis disparaît.
Une troisième allumette et la fillette se trouve sous le plus  magnifique sapin de Noël qu'elle ait vu. D'innombrables bougies y flamboient ; les images multicolores qui pendent à ses branches vertes semblent lui sourire. Elle tend la main. Mais la lueur s'éteint, les chandelles s'élèvent au ciel et se transforment en étoiles. L'une d'elles redescend vers la terre dans une longue traînée de feu. L'enfant se rappelle alors les paroles de sa grand-mère décédée depuis peu, le seul être qui l'ait aimée : « lorsqu'une étoile tombe, c'est qu'une âme monte à Dieu. »
La quatrième allumette provoque une grande clarté. L'aïeule apparaît, douce et radieuse. Craignant de la voir s'évanouir comme les hallucinations précédentes, la fillette allume fébrilement tout le reste du paquet d'allumettes. C'est un éclat plus vif que le jour : jamais la petite n'a connu sa grand-mère aussi grande ni aussi belle ! La vieille femme prend l'enfant sur son bras et toutes deux s’envolent, joyeuses, jusqu'au paradis.
Le lendemain, les passants découvrent la petite morte de froid, sourire aux lèvres. Ils ignorent qu'auprès de sa bonne grand-mère, elle jouit désormais du bonheur éternel.

## Analyse

### Un titre révélateur

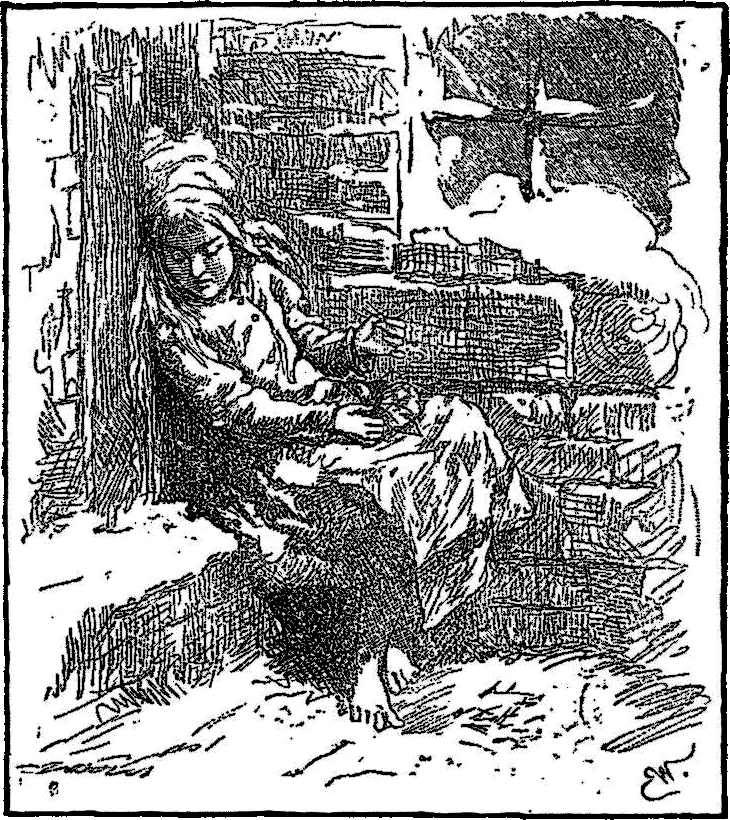
Illustration de 1888.

L'intitulé du conte mérite attention. Il associe un être humain — une fillette — et une poignée d'objets usuels — des allumettes. Tous deux ont comme point commun une taille modeste. Mais avec ses bûchettes soufrées prêtes à s'enflammer, la petite fille rappelle le gigantesque Titan Prométhée, qui vola le feu aux dieux pour l'offrir aux Hommes. Cette alliance de faiblesse et de puissance a valeur d'oxymore.
L'enfant est qualifiée de « petite fille ». L'adjectif souligne certes sa taille chétive due au jeune âge (guère plus de 10 ans, peut-être moins). Il peut aussi  discrètement suggérer un retard de croissance imputable aux carences alimentaires. Il évoque en outre la modestie du « petit peuple » qui l'a vue naître. De plus, l'anonymat de son héroïne fondue dans la foule d'une grande ville permet à Andersen de l'ériger, non sans paradoxe, en héros d'envergure universelle.

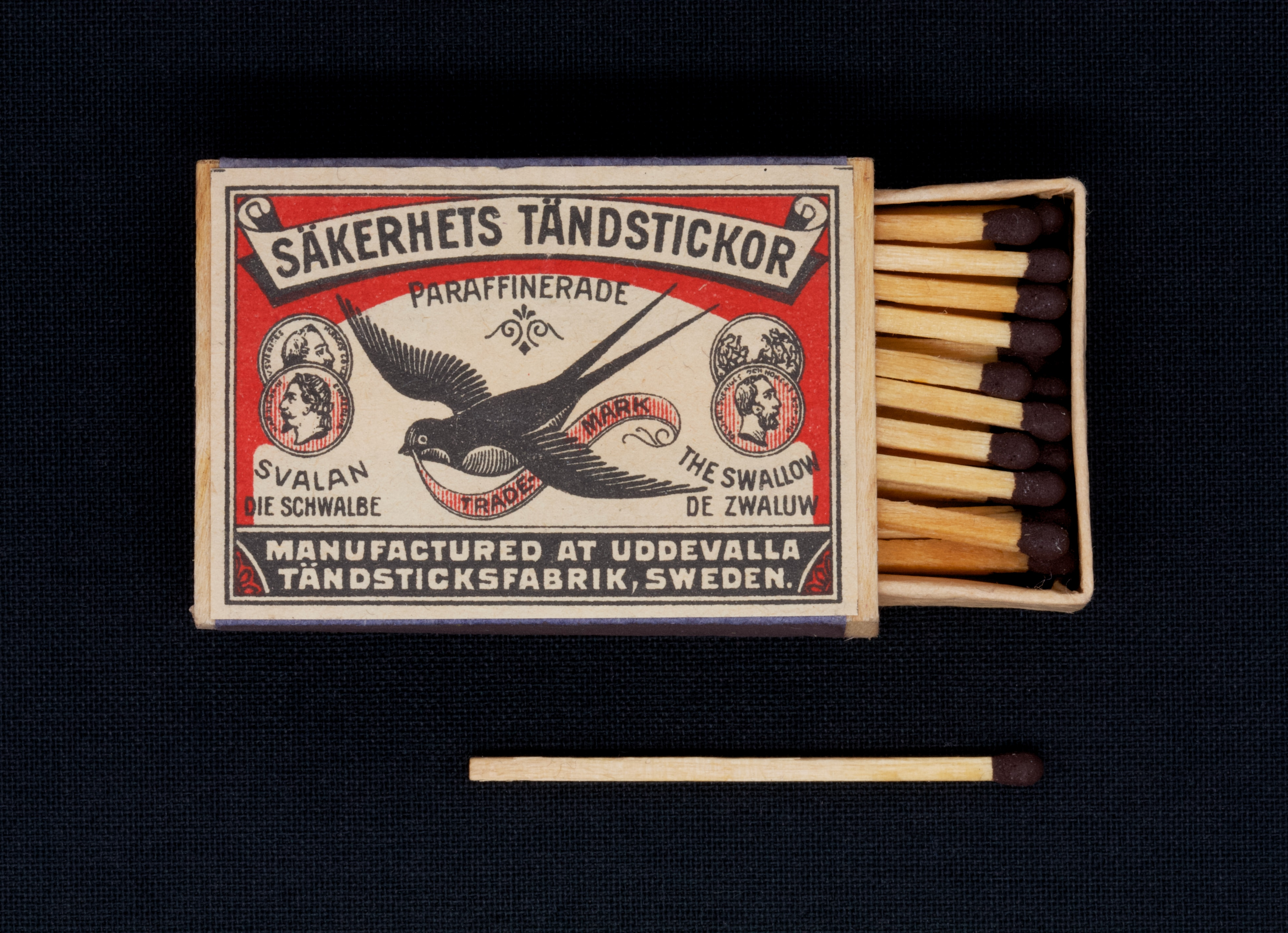
Allumettes de sûreté. Marque L'Hirondelle de 1899.

Inventée sous l'Antiquité, l'allumette utilisée au début du XIXe siècle coûte cher. Dangereuse car prenant feu trop vite, elle s'avère peu fiable (sa flamme reste instable) et dégage une odeur déplaisante. À l'époque du conte, elle s'est perfectionnée depuis une dizaine d'années pour prendre sa forme actuelle d'un bâtonnet enduit de soufre et de phosphore blanc. En Europe, des usines emploient une main-d'œuvre peu payée, souvent misérable tels les parents de la fillette, exposée de surcroît à des risques sanitaires car le phosphore provoque des maladies osseuses, notamment aux mâchoires. Mais on fabrique désormais en grande quantité un produit courant qui déclenche immédiatement, et à moindre frais, une petite flamme fournissant chaleur et lumière. C'est avec cet objet devenu banal qu'une enfant deshéritée ouvre les portes d'un univers parallèle. Dans ce monde insoupçonné l'attendent le bien-être matériel et moral dont elle est privée sur terre, l'affection d'une aïeule disparue et jusqu'à la lumière éternelle promise dans l'au-delà.

### Des univers opposés

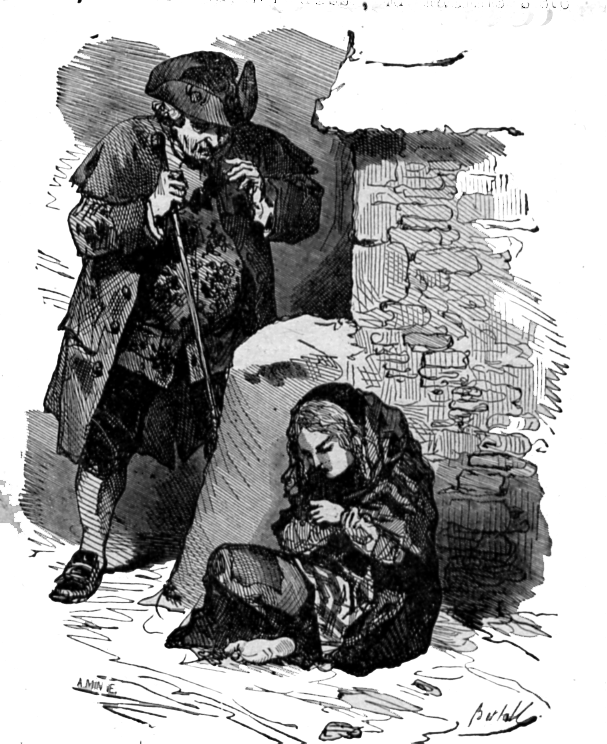
Illustration de Bertall.

Le conte évoque sans détour la misère sociale du XIXe siècle. Il juxtapose des univers opposés :
- la pauvreté confrontée à une opulence entachée d'égoïsme : dans les villes occidentales, ceux que la révolution industrielle a laissés pour compte s'entassent dans des taudis ; leurs enfants travaillent très tôt, lorsqu'ils ne mendient pas, quand ceux des classes supérieures, choyés toute l'année, reçoivent des cadeaux à Noël ;
- une enfant innocente, en proie à la carence affective, face à des adultes indifférents ;
- des parents indignes coupables de maltraitance, qui forcent leur fille à mendier — le père, brutal, n'hésite pas à la battre si elle n'a pas recueilli d'argent — mais une grand-mère affectueuse, hélas défunte.

### Un récit maîtrisé

#### Construction théâtrale
On connaît la fascination précoce d'Andersen pour le théâtre. À cet égard, le conte peut se lire comme une petite pièce dont les quatre actes respectent la « règle des trois unités ».
Avec habileté, Andersen fonde son récit sur une répétition : un même geste (craquer une allumette) déclenche diverses visions qui s'enchaînent dans une progression dramatique. Tout d'abord en proie à des besoins élémentaires (s'abriter, se réchauffer, se nourrir), la fillette ressent ensuite l'envie de jouer, nécessaire à la construction psychologique d'un enfant, puis éprouve un désir on ne peut plus humain d'amour. Ces trois états successifs — physique, mental et affectif — dessinent un mouvement qui préfigure l'ascension finale.

### Chaleur et lumière

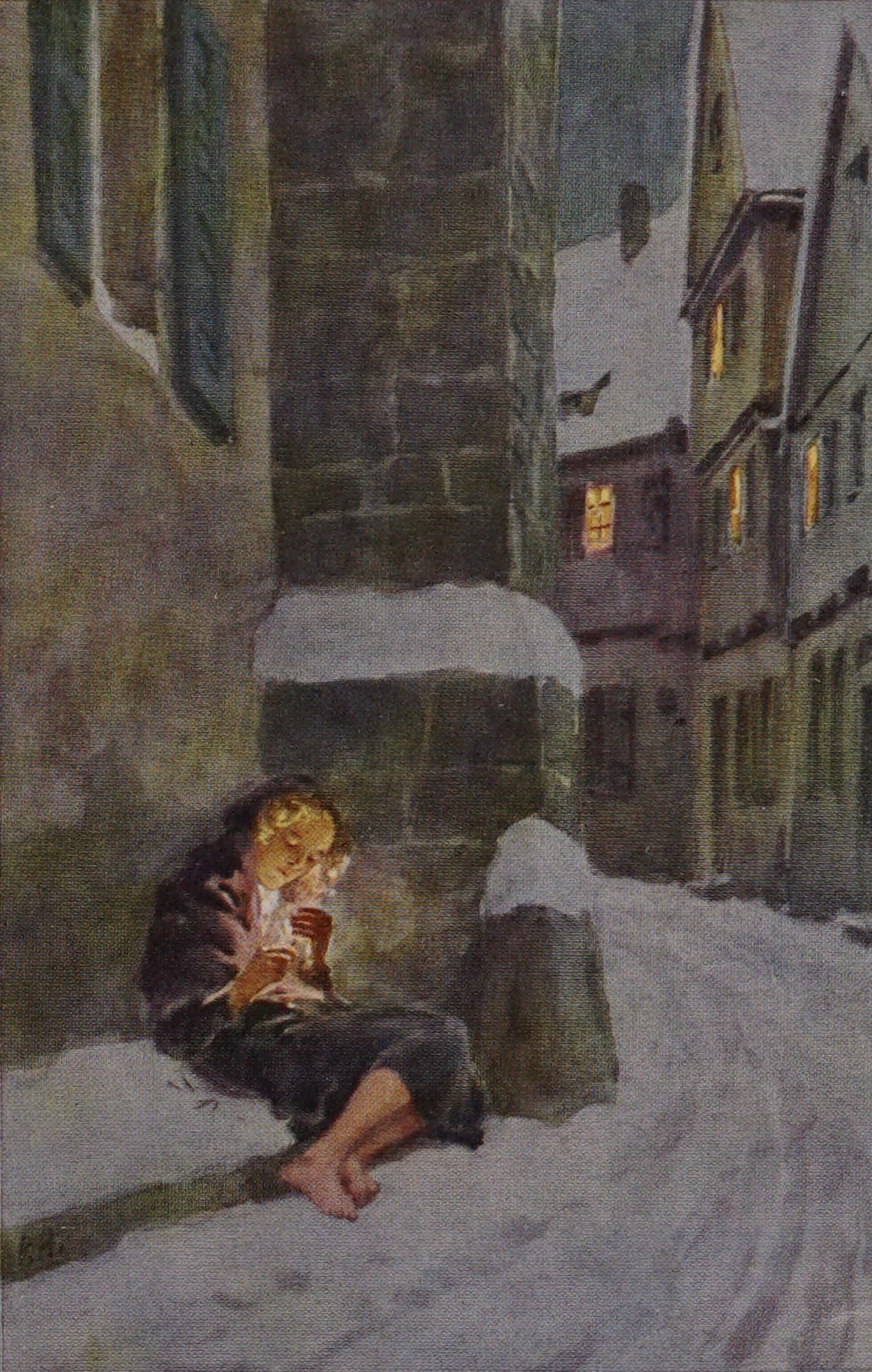
Illustration de Paul Hey (1939).

Les trois premières apparitions (un poêle qui chauffe ; une volaille rôtie ; un arbre de Noël) relèvent du monde matériel dans ce qu'il a de plus tangible. Vu les circonstances (une enfant grelottante et affamée erre solitaire dans les rues enneigées, un soir de 31 décembre où chacun se réjouit), elles n'offrent rien que de naturel. La quatrième (l'aïeule affectueuse décédée qui surgit, souriante, dans un halo) ouvre la porte de l'immatériel. Par antithèse au cadre hivernal froid et ténébreux qui reflète la détresse de la fillette, ces visions partagent chaleur et lumière.
La chaleur se traduit par une suite d'éléments. Dans le poêle flambe un bon feu ; l'oie cuite à point fume sur une nappe immaculée, aussi blanche que la neige mais sans sa froideur ; les bougies du sapin se consument et le reste des allumettes produit un éclat diurne qu'on devine tiède.
Quant à la lumière, elle transcende l'antagonisme des univers terrestre et immatériel. Unificatrice, elle agit dès la première allumette comme fil conducteur du récit : du feu brûle dans un poêle au couvercle de cuivre brillant ; une  porcelaine fine étincelle sur une nappe d'une blancheur éblouissante ; des bougies flamboient sur les branches du sapin puis se transforment en étoiles, dont l'une redescend sur terre dans une traînée de feu ; l'aïeule défunte apparaît dans un halo plus vif que le jour. De plus, si la source lumineuse reste constante (une simple allumette), son effet va croissant. Tout d'abord limitée par l'espace clos d'un objet et d'une pièce (le feu d'un poêle dans un salon ou une chambre ; l'éclat de la porcelaine sur la nappe d'une salle à manger), elle s'en affranchit (la flamme de bougies à l'air libre) pour atteindre une dimension cosmique dans sa conversion en corps céleste (des étoiles au ciel, dont l'une tombe sur terre — l'affirmation de la grand-mère se réalise : en vertu d'un mouvement inverse, cette étoile filante sert de tremplin et permet la montée au paradis ; la clarté solaire du grand jour, prélude au rayonnement divin).

#### Le surnaturel

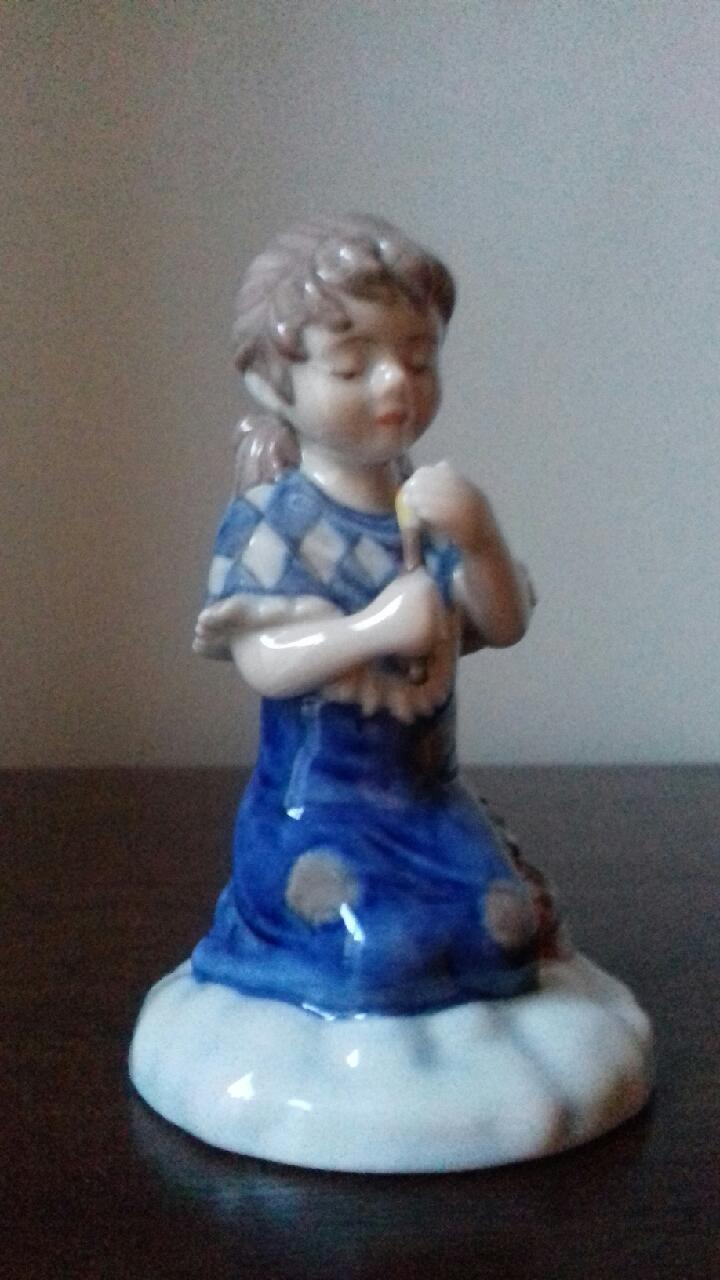
Porcelaine Royal Copenhague.

Amorçant une transition entre l'ici-bas et l'au-delà, les deux derniers objets s'animent d'une façon aussi inattendue que surnaturelle. L'oie rôtie se met à marcher. Deux éléments du sapin, dont l'un prend vie, se meuvent et annoncent la venue de la grand-mère consolatrice : incarnant un visage humain, les images suspendues aux branches sourient avec bienveillance ; comme le fera l'aïeule avec sa petite-fille, les bougies montent droit au ciel. Surgie de l'au-delà, la dernière vision (un être humain décédé) suscite même l'extase mystique : l'hallucination due aux privations physiques devenant vision céleste, l'enfant accède au Divin.

#### Deux mondes parallèles
En contrepoint à l'opposition entre ténèbres glaciales et chaleur lumineuse, la dimension et la richesse des apparitions soulignent discrètement la différence entre mondes réel et imaginaire, ce dernier agissant tel un univers parallèle. À la fillette menue, chétive même et misérablement vêtue se présentent successivement trois objets luxueux réservés aux demeures bourgeoises, donc inconnus chez ses parents : un grand poêle orné de cuivre, bourré de bois et chauffé à blanc ; une volaille assurément grosse et grasse, généreusement farcie de fruits succulents, dressée sur une nappe et une vaisselle de prix ; un haut arbre de Noël surchargé de décorations chamarrées. Quant à la grand-mère regrettée, elle offre une taille bien plus élevée que naguère.

#### Anonymat
Contrairement à Victor Hugo avec Cosette ou Charles Dickens avec Oliver Twist, Andersen n'attribue à la fillette ni nom ni prénom. Probablement volontaire, l'anonymat qui fond la protagoniste dans la foule d'une métropole permet au lecteur de s'approprier, non sans paradoxe, cette incarnation de l'enfant maltraité, qui acquiert ainsi une portée universelle.

### De subtiles métaphores

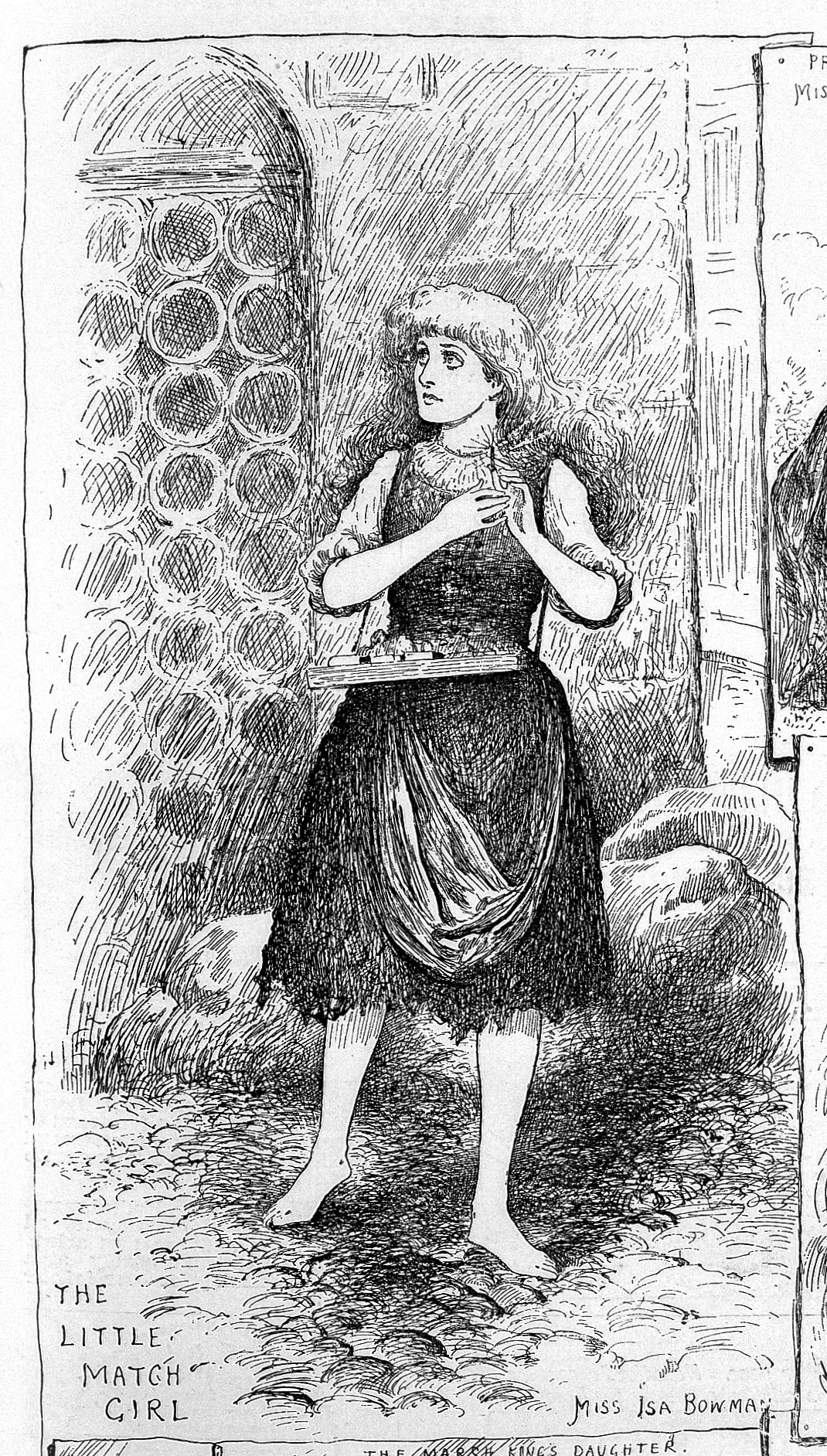
Illustration de 1886.

On retient le jeu subtil des métaphores. Alliance de froid et d'obscurité, la nuit glaciale d'hiver qui sert de cadre au récit résume l'âpreté des adultes : passants indifférents, parents incapables d'aimer. Petit bout de bois soufré à l'éclat éphémère, l'allumette ne produit guère qu'une chaleur dérisoire comparée à de lourdes bûches qui se consument lentement et intensément dans un grand poêle en métal. Mais son éclat rend vie à une aïeule défunte. Et s'il évoque la brièveté de la vie terrestre, ce modeste objet usuel en illustre aussi un potentiel de richesse — voire de magie — à la portée de tous.
Frappante est la similitude formelle entre l'allumette et la bougie. Celles qui illuminent le sapin assurent une transition entre l'ici-bas et l'au-delà : en devenant des étoiles, elles suscitent la dernière et plus ineffable vision. La grand-mère aimante et sa petite-fille s'élèvent ensemble au firmament, dans une clarté qui n'est pas sans rappeler la lumière blanche parfois aperçue avant le trépas. La psychanalyste Clarissa Pinkola Estés s'interroge sur le rapport fatal qui lie la fillette à son aïeule. En effet, le récit se clôt sur la mort solitaire, foncièrement révoltante, d'une enfant délaissée et maltraitée. Mais la petite meurt extatique… Ce dénouement poignant apparaît donc comme ambivalent : la fillette succombe au froid — fin cruelle et précoce d'une existence vouée à la misère ; après une vie de souffrance, elle connaît le bonheur éternel — dénouement heureux entre tous.

### Une progression dramatique
En synthèse, le récit progresse comme suit :
| Épisode | Besoin             | Finalité               | Effet         | Domaine                |
| --- | ------------------ | ---------------------- | ------------- | ---------------------- |
| Prologue | Physique           | S'abriter pour la nuit |               | Matériel               |
| Allumette n° 1 Le poêle où flambe du feu                                                                                               | Physique           | Se réchauffer          | Hallucination | Matériel               |
| Allumette n° 2 L'oie rôtie qui s'anime                                                                                                 | Physique           | Se nourrir             | Hallucination | Matériel et Immatériel |
| Allumette n° 3 Le sapin de Noël : * ses images sourient avec bienveillance * ses bougies montent au ciel et se transforment en étoiles | Mental et Affectif | Se divertir            | Hallucination | Matériel et Immatériel |
| Allumette n° 4 La grand-mère défunte                                                                                                   | Affectif           | Se sentir aimé         | Vision        | Immatériel             |
| Épilogue L'envol au paradis | Affectif           | S'unir à Dieu          | Vision        | Immatériel             |

## Adaptations
La conte suscite de nombreuses adaptations, assez souvent détournées jusqu'à faire de la fillette une incendiaire.

### Littérature
- Tomi Ungerer, Allumette, Paris, École des Loisirs, coll. « Lutin Poche », 1997 (1974 en anglais), 36 p. (ISBN 2211047068, EAN 9782211047067).
Adaptation centrée sur la solidarité humaine.
- Gaëtan Soucy, La petite fille qui aimait trop les allumettes, Paris, Éditions du Seuil, coll. « Points », 2000, 179 p. (ISBN 2-02-038671-2, EAN 9782020386715).
Littérature québécoise. Après le suicide d'un père tyrannique, deux adolescents élevés en vase clos affrontent le monde extérieur, chacun à sa façon.
- Florian Houdart (ill. Gilderic), La petite femme aux cigarettes, Barry (Belgique), Chloe des Lys, 2011 (ISBN 978-2874595769, EAN 9782874595769).
Drame surréaliste dans l'univers bruxellois contemporain.
- Hélène de Froment, La fille aux allumettes, Montréal, Homoromance éditions, 2020, 77 p. (livre électronique).
Littérature québécoise. Romance lesbienne.

### Bande dessinée
- Frédéric Bertocchini (ill. Sandro et Marko pour les dessins, Sayago pour les couleurs), Kirsten, Les Éditions du Quinquet, 2012, 46 p. (EAN 9781091230033).
Adaptation libre mais fidèle à l'esprit du conte.
- Sanami Suzuki (trad. Yohan Leclerc), La petite fille aux allumettes, Komikku, 2018, 234 p. (ISBN 2372871528, EAN 9782372871525).
Manga composé de courtes fables.

### Arts plastiques
Une statue se trouve :
- au 1 Fredensgade 1 à Gråsten (Danemark) ;
- sur la Pumpenplatz à Śrem (Pologne).

### Théâtre
- Contes merveilleux, adaptation de Jérémie Le Louët comprenant La Petite Fille aux allumettes, Les Amoureux et  Le Sapin (2011).

### Musique
- Den Lille Pige med Svovlstikkerne, opéra en un acte de August Enna, composé en 1897.
- Das Mädchen mit den Schwefehölzern (La Petite Fille aux allumettes), opéra de Helmut Lachenmann (1996), représenté à l'Opéra de Paris dans une mise en scène de Peter Mussbach (2001).
- The little match girl passion, opéra de David Lang récompensée d'un prix Pulitzer (2007).
- La Petite Fille aux allumettes, comédie musicale de Julien Salvia (musique), Ludovic-Alexandre Vidal (paroles) et Anthony Michineau (livret), première au Théâtre du Palais-Royal (2015)[4].
- Hiljaisen talven lapsi (Enfant de l'hiver silencieux), chanson métal écrit en finnois par Tuomas Holopainen du groupe Nightwish pour Timo Rautiainen dans son album Sarvivuor (2006).

### Cinéma

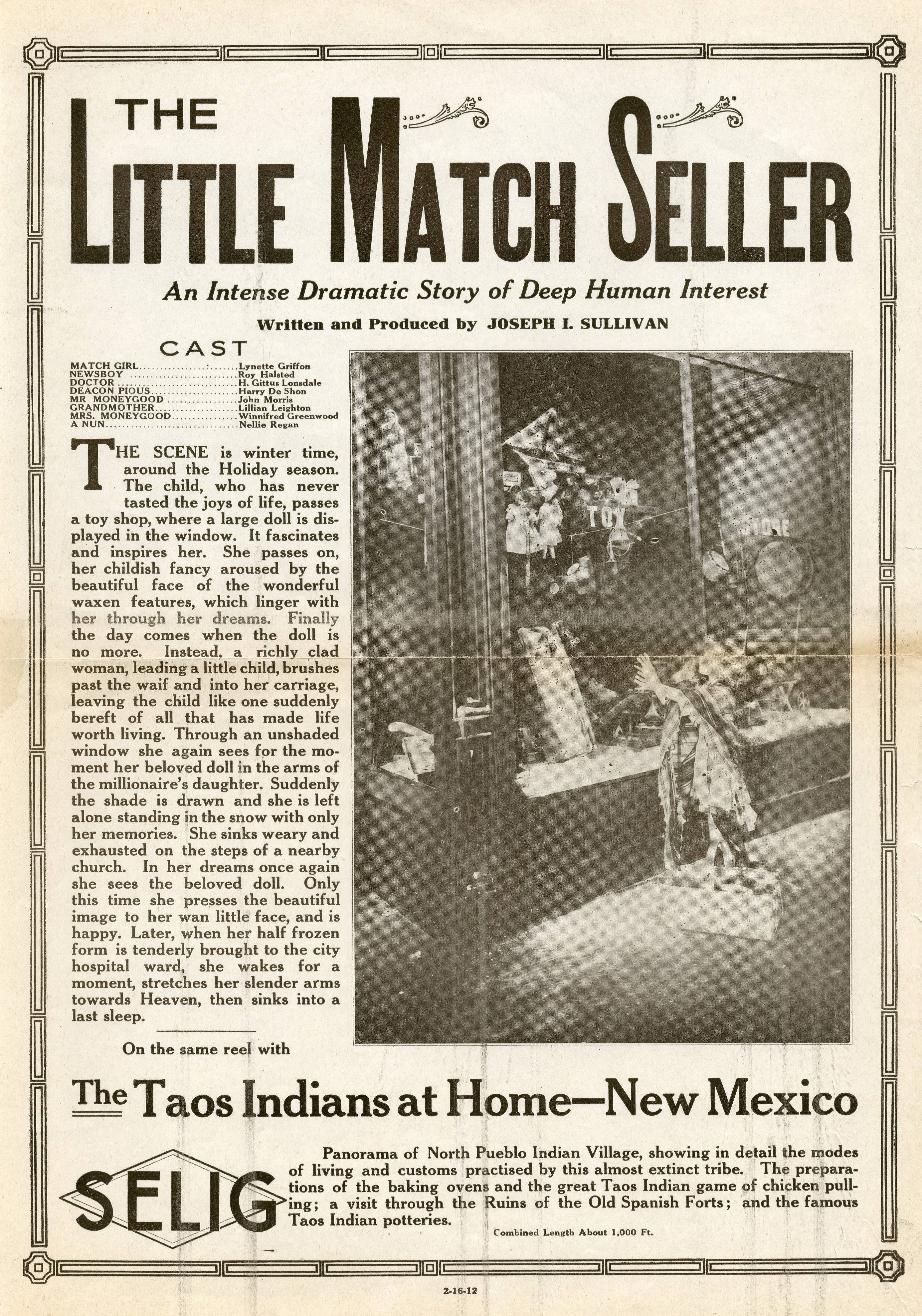
Prospectus de film (1912).

- The Little Match Seller, film muet de Joseph I. Sullivan (1912).
- La Petite Marchande d'allumettes, moyen métrage de Jean Renoir (1928).
- Rêve par une nuit de neige (Yuki no yoru no yume), court-métrage de Noburo Ofuji (1947)[5].
- The Little Match Girl, téléfilm américain de Michael Lindsay-Hogg (1987).
- La Fille aux allumettes, long métrage finlandais d'Aki Kaurismäki (1990), qui s'en inspire très librement[6].
- La Petite Marchande de roses (La vendedora de rosas), long métrage colombien de Víctor Gaviria (1998).
- Resurrection of the little match girl, long métrage sud-coréen de Jang Sun-woo (2002).
- La Petite Fille aux allumettes, court métrage (6 minutes) des studios Disney par Roger Allers (2006).
- La Fille aux allumettes, court métrage (11 minutes) de Franck Guérin, Gulliver Productions (2009).
- La Petite Fille qui aimait trop les allumettes, long-métrage québécois de Simon Lavoie d'après le roman homonyme de Gaëtan Soucy (2017).
- La Petite Fille aux allumettes, film de marionnettes, court métrage (2 min) d'Alexandre Lorenzo alias Alographs (2022). Adaptation humoristique et libre : conseillée par sa grand-mère, la fillette se venge de ceux qui l'ont maltraitée (l'homme qui a refusé de lui acheter une allumette ; son père violent) en incendiant leur maison ; elle finit ses jours en prison.

### Parc d'attractions

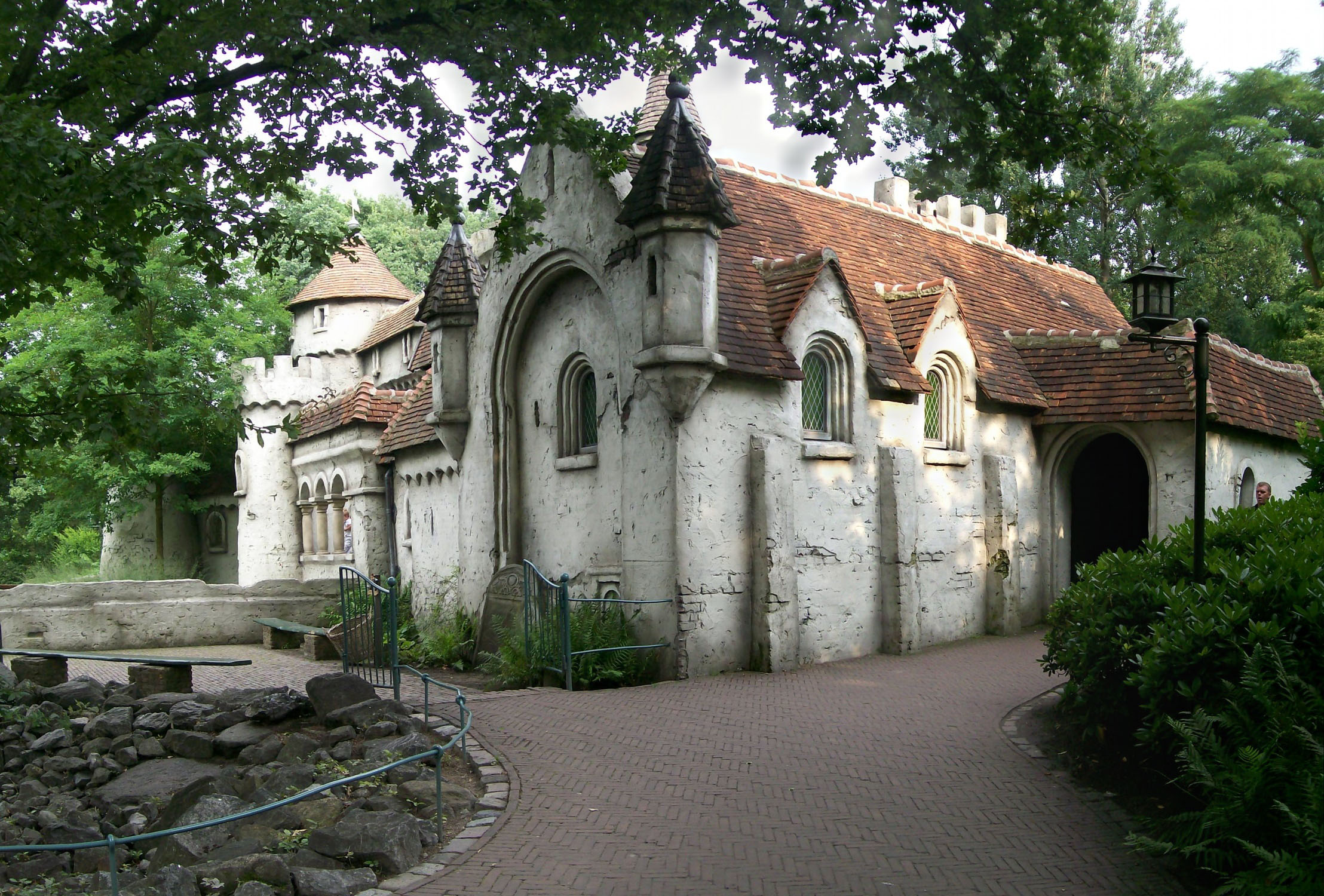
Parc d'attractions Efteling (Pays-Bas).

- Aux Pays-Bas, dans le parc d'attractions Efteling, l'histoire est mise en scène au Bois des contes.

### Jeux vidéo
- Allumette sur PlayStation VR, un jeu développé par Penrose Studios[7].